# تاکایاسو کاوای
تاکایاسو کاوای (انگلیسی: Takayasu Kawai؛ زادهٔ ۷ مارس ۱۹۷۷) بازیکن فوتبال اهل ژاپن است.
از باشگاه‌هایی که در آن بازی کرده‌است می‌توان به باشگاه فوتبال سرزو اوساکا اشاره کرد.